# Rotangy
Rotangy település Franciaországban, Oise megyében. Lakosainak száma 233 fő (2022. január 1.). Rotangy Auchy-la-Montagne, Blicourt, Crèvecœur-le-Grand, Francastel és Luchy községekkel határos.

## Népesség
A település népessége az elmúlt években az alábbi módon változott:
| Lakosok száma | 205  | 212  | 215  | 213  | 216  | 220  | 223  | 227  | 233  |
|               | 2013 | 2015 | 2016 | 2017 | 2018 | 2019 | 2020 | 2021 | 2022 |